# Stuartella
Stuartella — рід грибів. Назва вперше опублікована 1879 року.